# Dobrzeń
Dobrzeń  (deutsch Gutwohne, nach dem Krieg kurzfristig Gutwiany) ist ein Dorf in Polen in der Woiwodschaft Niederschlesien. Es liegt im Kreis Oels und gehört zur Landgemeinde Dobroszyce (Juliusburg).

## Sehenswürdigkeiten
Diese Gebäude stehen heute unter Denkmalschutz:
- Das Schloss (Pałac) wurde 1891 in historisierendem Stil für Rudolf von Kulmiz gebaut und 1991 zuletzt renoviert. Im Erdgeschoss ist ein Saal mit Stuck, dekorativen Tischlerarbeiten und repräsentativem Ausgang zum Garten.[2]  Im Inneren sind originale Gestaltungselemente erhalten geblieben wie die Oberlichter in den Treppenhäusern, die gusseisernen Treppen oder ein geschnitzter Kronleuchter aus Holz. Zunächst war hier ein Kindergarten untergebracht, später wurde es bewohnt. Im Rahmen einer Ausschreibung wurde das Schloss 2013 an ein Breslauer Unternehmen verkauft.

- Die Orangerie

- Der Park

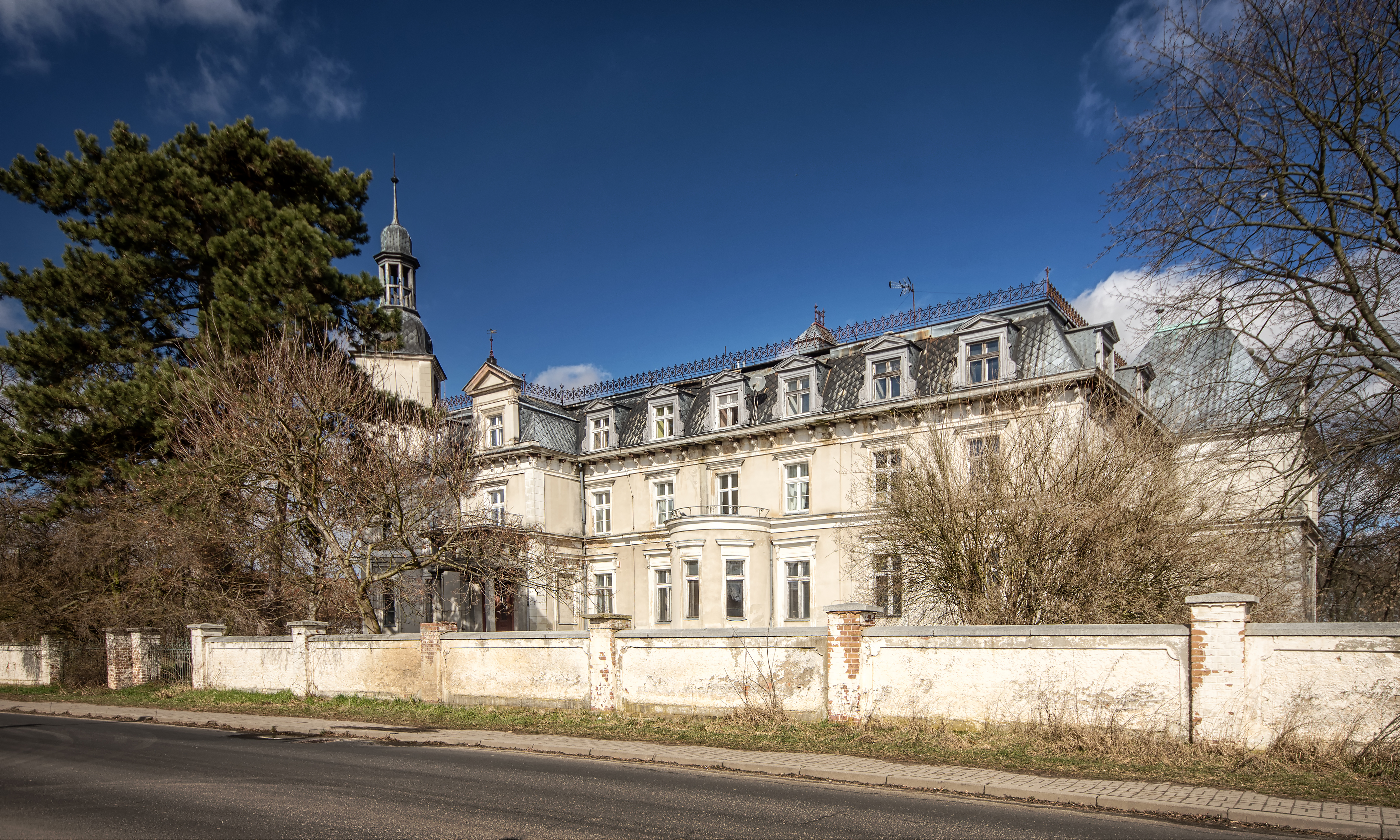
Schloss: Hauptfassade
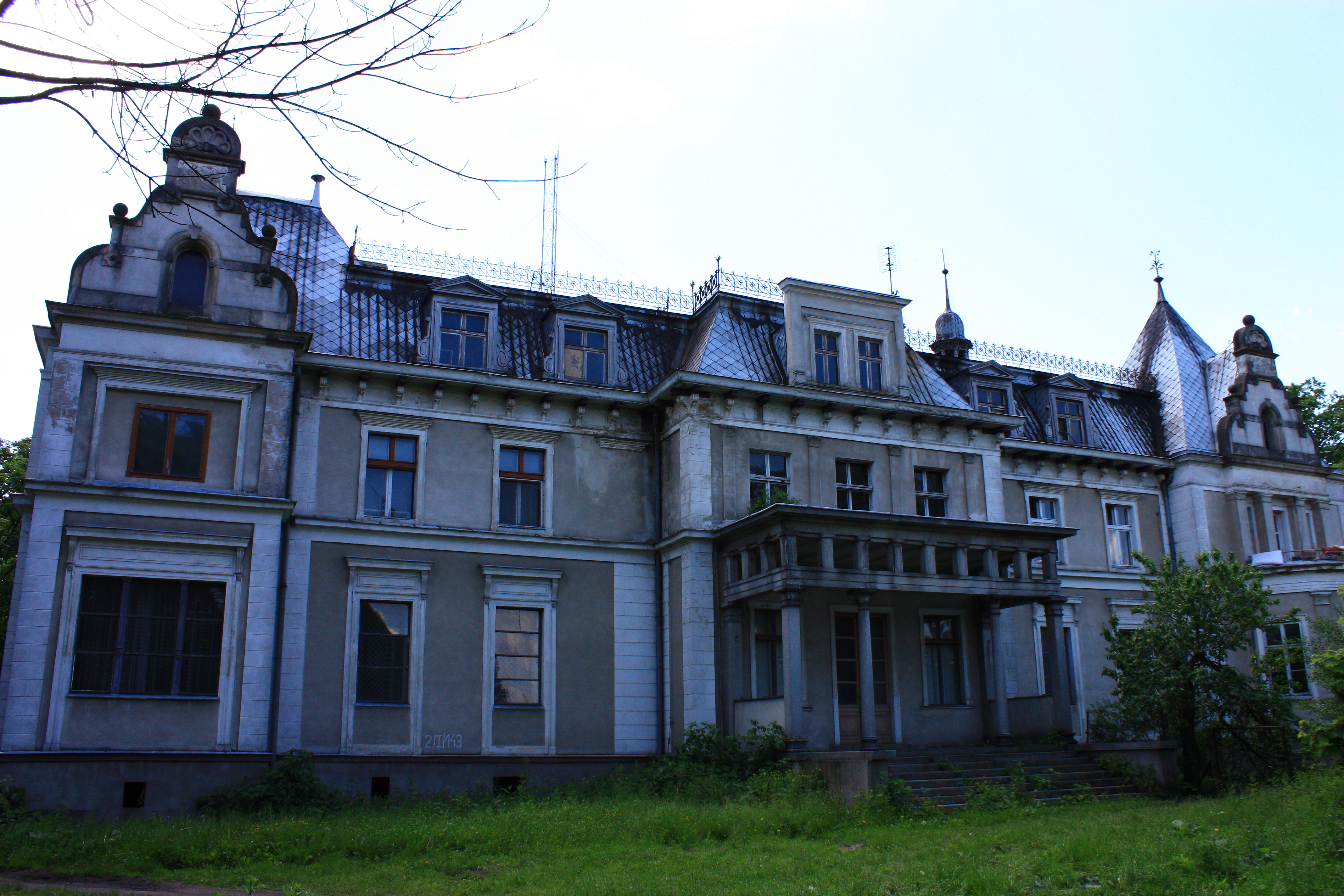
Schloss: Gartenansicht